# Oliver Sykes
Oliver Sykes (Ashford, 1986. november 20. –) angol énekes. A Bring Me the Horizon frontembere.

## Élete
Oliver Sykes 1986. november 20-án született Ashford-ban. Csecsemőként a szüleivel kiköltöztek Ausztráliába. Amikor Oliver 8 éves lett visszaköltöztek Angliába.

## Érdekességek
12 évesen Alvási bénulása volt
Oliver 2003 óta vegetáriánus, mert látott egy műsort amiben bemutatták, hogy az állatokat hogyan készítik el. “Amikor megláttam, hogy az állatokat hogyan kínozzák, többé nem bírtam húst enni.” 2013 óta vegán életmódot folytat.
Oliver ateista.
Oliver volt rehabilitáción, mivel ketamint fogyasztott rendszeresen.
185 cm magas.